# Never Forget You
Never Forget You ist ein Lied von der US-amerikanischen Sängerin Mariah Carey. Das Lied wurde von ihr und Babyface geschrieben und von ihr, Babyface und Daryl Simmons produziert. Der Titel erschien auf Careys drittem Musikalbum Music Box (1993). Das Lied wurde am 22. Februar 1994 als dritte Single von Music Box veröffentlicht, mit einer Doppel A-Seite, auf der eine Coverversion von Badfingers Without You enthalten ist. Für das Lied drehte Mariah Carey kein Musikvideo und produzierte auch keine Remixversionen. Damit ist es Careys erste Single, für die sie kein Musikvideo drehte. Außerdem sang Mariah Carey das Lied nie live.

## Remix und weitere Versionen
Die R&B-Remixversionen von Jermaine Dupri erschienen auf der Maxi-Single des Liedes, darunter der Radio Edit, eine Extendedversion und das Instrumentalstück des Liedes sowie eine Remixversion von Babyfaces ursprünglicher Produktion mit einem impulsanten R&B-Rhythmus. Das Instrumentalstück des Liedes war auf einer Episode von MTV Cribs mit Mariah Carey zu hören.
Das Lied wurde unter anderem vom japanischen R&B-Sänger Double gecovert und erschien auf seinem Greatest-Hits-Album 10 Years Best: We R&B.

## Kommerzieller Erfolg
Vor der Veröffentlichung chartete das Lied in den USA bereits als Without You & Never Forget You zusammen. Das Billboard-Magazin erlaubte Doppel-Seiten-Singles zusammen als einen Eintrag in den Billboard Hot 100 zu charten. Das Lied mit den meisten Verkaufszahlen oder Airplay-Einsätzen wird dann automatisch als Single der A-Seite gezählt. In den Billboard Hot 100 erreichte Without You/Never Forget You Platz 3 und blieb für 21 Wochen in den Top 40.
Das Lied Never Forget You wurde nur für die amerikanischen R&B-Charts als eigentliche Single ausgekoppelt und erreichte die Top Ten der R&B-Charts mit Platz 7.